# Beuven
Het Beuven (spreek uit: Beu-ven) is een groot ven op de Lieropse heide in de Nederlandse gemeente Someren (provincie Noord-Brabant). Het is het grootste ven (ca. 85 ha) op de Strabrechtse Heide en van Nederland. Het Beuven staat bekend als bijzonder vogelrijk en is tevens beroemd om de bijzondere plantengroei.

## Beekjes
Het ven werd gevoed door de Peelrijt en had een afvoer via de Witte Loop naar de Kleine Dommel. Door de aanvoer van voedselrijk water kreeg de begroeiing een ander karakter dan in het oorspronkelijke voedselarme ven. Om de vervuiling van het Beuven meer permanent aan te pakken is in 1986 het water uit de Peelrijt afgekoppeld en naar de Kleine Aa geleid. Dit heeft geleid tot herstel van de waterkwaliteit maar ook tot verdroging. Om deze verdroging te bestrijden zijn in 2013 enkele bospercelen rond het Beuven gekapt, zodat er meer grondwater voor het ven ter beschikking komt.

## Begroeiing
Zeer geurig en opvallend is de massale groei van gagel aan de oever van het ven. Minder opvallend zijn zeldzame soorten als moerashertshooi en waterlobelia. De oevers van het Beuven zijn kwetsbaar en dus niet toegankelijk, maar vanuit de vogelkijkhut en het kijkscherm heeft men een goed overzicht over de mooiste punten van het ven.
Rond het Starven en de andere vennetjes in de omgeving groeit veel veenpluis, zonnedauw en witte snavelbies.

## Vogels

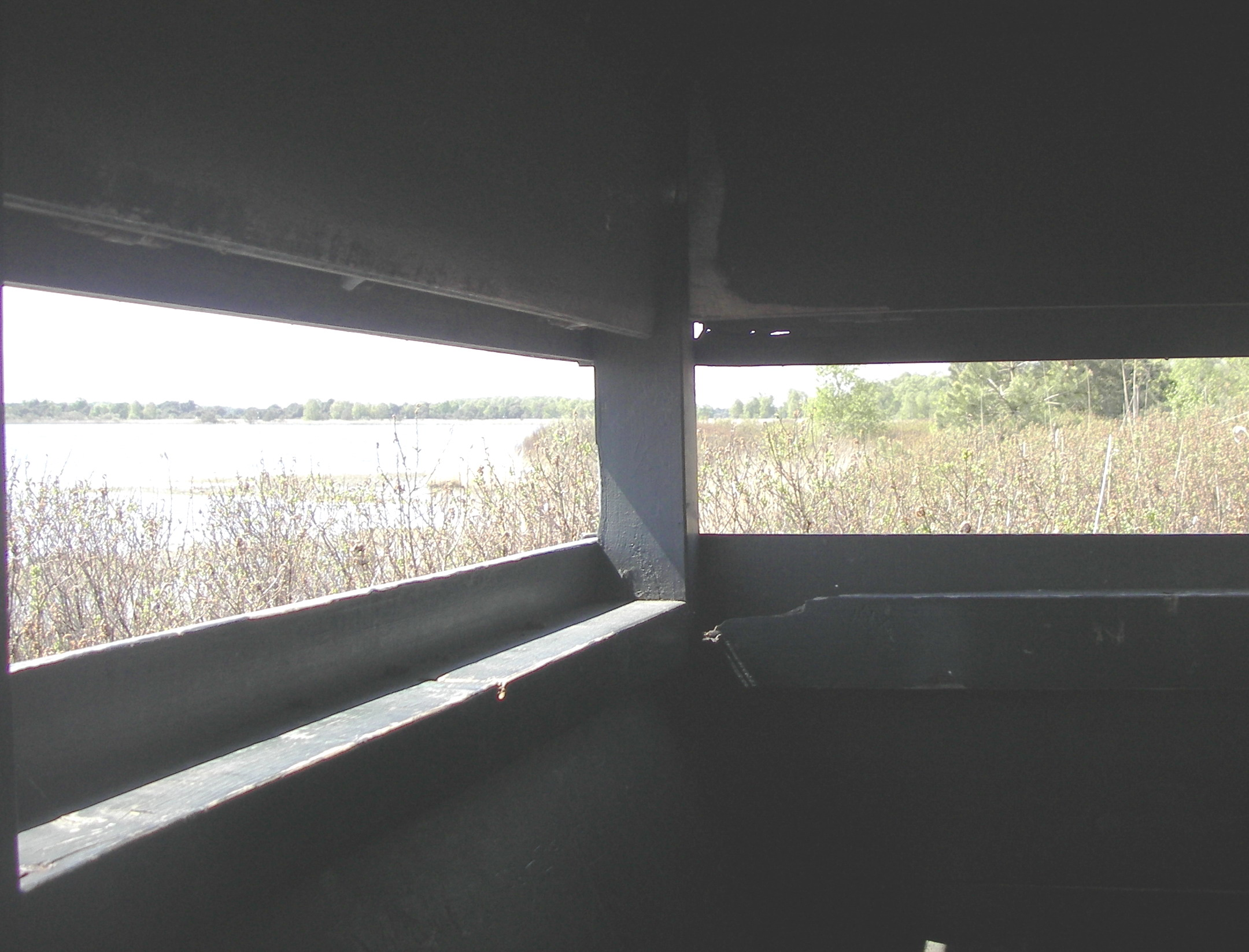
De vogelhut

Het Beuven telt een groot aantal soorten broedvogels, waaronder meer dan tien van de rode lijst.
Enkele soorten: aalscholver, roerdomp, lepelaar, Kleine karekiet, blauwborst, waterral, wintertaling, slobeend. Na de droge zomers van 2018 en 2019 is in 2019 de lepelaarskolonie verlaten en in 2020 ook de aalscholverkolonie.
Geregelde gasten zijn de grote zilverreiger, groenpootruiter, zeearend en visarend.
Een opvallende doortrekker is de kraanvogel.
In de druk bezochte vogelhut, aan de noordoostelijke zijde van het Beuven, ligt een door bezoekende vogelaars voortdurend bijgehouden logboek.

## Lieropse heide
De 595 ha grote Lieropsche Heide, waarin het Beuven ligt is eigendom van de gemeente Someren en sluit nauw aan bij de Strabrechtse Heide van Staatsbosbeheer. Een ca. 350 ha groot deelgebied met het Beuven zelf en ca. 200 ha aan omringende heide is aangewezen als beschermd natuurmonument. Het wordt tevens beschermd via de Habitatrichtlijn en Vogelrichtlijn en maakt deel uit van het Europese natuurnetwerk Natura 2000 onder de Natura 2000-gebiedsnaam Strabrechtse Heide & Beuven.
Behalve het Beuven zelf ligt in de Lieropse heide, naar het oosten toe, ook een uitgestrekte heide met het grote vennencomplex van het Starven. Dit gebied is uitstekend te overzien van het fietspad dat van de Meervensedijk (Lierop) in de richting van het centrum van de Strabrechtse heide voert.
Naar het noorden toe richting Moorsel ligt bovendien een uitgestrekt gebied met betrekkelijk jonge en eenvormige ontginningsbossen. Daarin liggen enkele kleinere vennetjes waaronder een typische "pingo-ruïne" direct ten noorden van het Beuven.
Naar het zuiden wisselen zich ontginningsbossen af met veel natte plekken en waterloopjes. Aan de weg Heeze-Someren ligt het Witven.
Een ander landschappelijk aantrekkelijk wandelgebied in de naaste omgeving is het Keelven in de aangrenzende Somerense Heide.
Een qua vogelrijkdom en begroeiing enigszins vergelijkbaar ven in de omgeving is De Banen bij Nederweert-Eind.